# Граптоліт (острів)
Острів Граптоліт — острів 0,8 км у довжину у північно-східній частині затоки Фічі, що лежить біля південно-східної частини острова Лорі на південних Оркнейських островах Антарктиди. Діаграма Джеймса Ведделла, опублікована в 1825 році, показує два острови, по суті, в цьому положенні. Існування єдиного острова було визначено в 1903 році Шотландською національною антарктичною експедицією під керівництвом Вільяма Спірс Брюса, який назвав його так, оскільки там були знайдені скам'янілості граптоліту. Пізніший аналіз показав, що скам'янілості на острові Граптоліт були лише залишками древніх рослин.

## Важлива зона для птахів
Острів, разом із сусіднім півостровом Фер'єр, були визнані BirdLife International важливим районом для птахів (IBA), оскільки разом вони підтримують велику колонію, що налічує близько 91000 пар пінгвінів Аделі, а також 14000 пар арктичних пінгвінів .

## Дивитися також
- Список антарктичних та субантарктичних островів